# La Villeneuve-les-Convers
La Villeneuve-les-Convers é uma comuna francesa na região administrativa da Borgonha-Franco-Condado, no departamento de Côte-d'Or. Estende-se por uma área de 8,6 km². Em 2010 a comuna tinha 59 habitantes (densidade: 6,9 hab./km²).